# Сузе, Жерар
Жерар Сузе (фр. Gérard Souzay), настоящее имя Жерар Марсель Тиссеран (фр. Gérard Marcel Tisserand; 8 декабря 1918, Анже — 17 августа 2004, Антиб) — французский оперный певец (баритон). Наиболее известен исполнением французской и немецкой камерной музыки; считается одним из крупнейших камерных певцов XX века.

## Биография
Жерар Марсель Тиссеран, впоследствии известный как Жерар Сузе, родился в 1918 году в Анже. Происходил из музыкальной семьи: отец был виолончелистом, а мать, сестра и двое братьев — певцами. Сам Жерар в детстве учился играть на фортепьяно. Впоследствии, однако, он не сразу избрал музыкальную карьеру, а начал изучать философию в Сорбонне. В Париже его пение услышал Пьер Бернак и посоветовал ему профессионально заняться вокалом.
С 1940 по 1945 год Сузе учился в Парижской консерватории, где его педагогами были Бернак, Клэр Круаза и Ванни Марку. Он также стажировался у Лотте Леман. Первый сольный концерт Сузе состоялся в 1945 году; на оперной сцене он дебютировал в 1947 году в Экс-ан-Провансе (в партии графа Робинсона в «Тайном браке» Чимарозы). Однако расцвет его оперной карьеры пришёлся на 1960-е годы. После исполнения партии Энея в «Дидоне и Энее» Пёрселла Сузе получил приглашение от Леопольда Стоковского спеть заглавную партию в «Орфее» Монтеверди в Нью-Йоркской городской опере.
В 1950-х — 1960-х годах Сузе много гастролировал, в том числе в Парижской опере и Опера-Комик, Баварской опере, Метрополитен-опере и т. п. В числе наиболее удачных партий — Дон Жуан в одноимённой опере, граф Альмавива в «Свадьбе Фигаро», Поллукс в «Касторе и Поллуксе» Рамо, Мефистофель в «Осуждении Фауста» Берлиоза, Альберт в «Вертере» Массне, Леско и граф де Гриё в «Манон». Наиболее выдающейся его ролью считается Голо в «Пеллеасе и Мелизанде» Дебюсси.
Обладая незаурядными лингвистическими способностями, Сузе с одинаковым успехом пел во французских, немецких и итальянских операх. Все произведения, включая русские, он стремился исполнять на языке оригинала. В его репертуар входили партии как в классических и романтических операх, так и в произведениях эпохи барокко и композиторов XX века (Русселя, Онеггера, Стравинского и пр.). Кроме того, Сузе прославился исполнением французской и немецкой камерной музыки. В этом отношении его часто сравнивали с другим выдающимся современником, Дитрихом Фишер-Дискау. Певцы считались соперниками, хотя имели разные манеры исполнения (более «интеллектуальная» у Фишера-Дискау, более «чувственная» у Сузе) и у каждого были свои поклонники. Сохранились многочисленные (более 750) записи камерной музыки в исполнении Сузе (Шумана, Шуберта, Вольфа, Дебюсси, Равеля, Форе, Пуленка, Дюпарка и пр.). Примечательно, что Сузе записывался лишь с двумя аккомпаниаторами: Жаклин Бонно и Долтоном Болдуином.
В 1980-х годах Сузе преподавал и давал мастер-классы, в том числе в Музыкальном университете в Блумингтоне и Техасском университете в Остине. Он также серьёзно занялся абстрактной живописью и графикой. В 1983 году вышла его книга воспоминаний «Sur mon chemin» («На моём пути»).
Жерар Сузе умер в 2004 году в собственном доме в Антибе.